# Dimero proteico

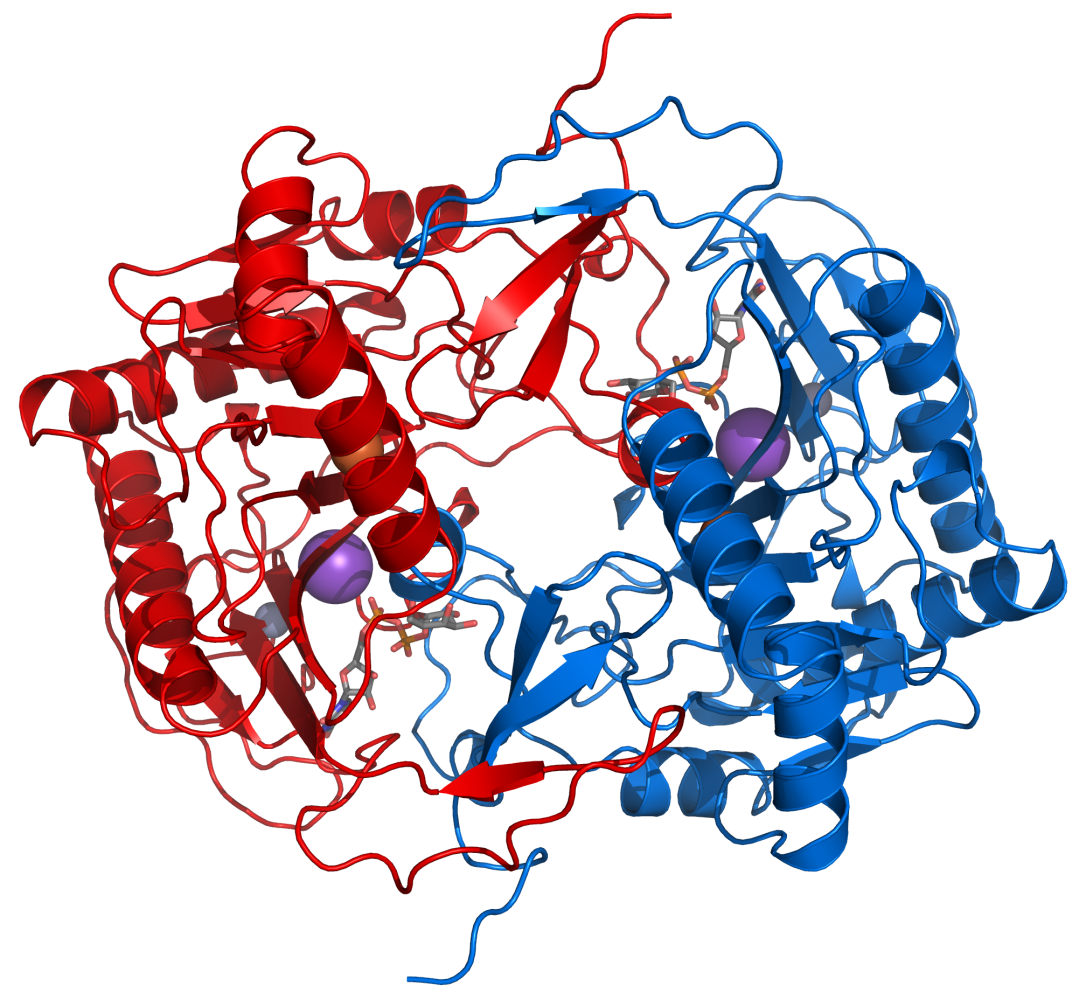
Diagramma a nastro di un dimero di Escherichia coli galattosio-1-fosfato uridililtransferasi (GALT) in combinazione con l'UDP-galattosio. Gli ioni di potassio, zinco e ferro sono visibili rispettivamente come sfere viola, grigie e color bronzo.

In biochimica, un dimero proteico è un complesso macromolecolare o multimerico formato da due proteine monomeri, o singole proteine, che sono solitamente non legate in modo covalente. Molte macromolecole, come le proteine o gli acidi nucleici, formano dimeri. La parola dimero ha origini che significano “due parti”, di- + -mer. Un dimero proteico è un tipo di struttura quaternaria delle proteine.
Un omodimero proteico è formato da due proteine identiche, mentre un eterodimero proteico è formato da due proteine diverse.
La maggior parte dei dimeri proteici in biochimica non sono collegati da legami covalenti. Un esempio di eterodimero non covalente è l'enzima trascrittasi inversa, che è composto da due diverse catene di aminoacidi. Un'eccezione è rappresentata dai dimeri collegati da ponti disolfuro, come la proteina omodimerica NEMO.
Alcune proteine contengono domini specializzati per garantire la dimerizzazione (domini di dimerizzazione) e la specificità.
I recettori dei cannabinoidi accoppiati alle proteine G hanno la capacità di formare sia omodimeri che eterodimeri con diversi tipi di recettori, come i recettori recettori μ-oppioidi, dopamina e adenosina A2.

## Esempi
- Fattori di trascrizione
  - Proteine con motivo cerniera di leucine
- Proteine 14-3-3
- Glicoproteine variabili di superficie del parassita Trypanosoma
- Tubulina
- Alcuni fattori della coagulazione
  - Fattore XI
  - Fattore XIII
  - Fibrinogeno
- Alcuni recettori
  - Recettori nucleari
  - Dimero della subunità βγ della proteina G
  - Recettori Toll-like
  - Recettori tirosin chinasici
- Alcuni enzimi
  - Enzimi di restrizione di tipo II
  - Trioso fosfato isomerasi
  - Alcol deidrogenasi
- Alcune proteine virali
  - Mammarenavirus Proteina della matrice Z[5]

## Fosfatasi alcalina
La fosfatasi alcalina dell'E. coli, un enzima dimero, presenta una complementazione intragenica. Ciò significa che, quando particolari versioni mutanti della fosfatasi alcalina sono state combinate, gli enzimi eterodimerici così formati hanno mostrato un livello di attività superiore a quello che ci si sarebbe aspettato in base alle attività relative degli enzimi parentali. Questi risultati indicano che la struttura dimera della fosfatasi alcalina dell'E. coli consente interazioni cooperative tra i monomeri mutanti costituenti che possono generare una forma più funzionale dell'oloenzima. Il dimero ha due siti attivi, ciascuno contenente due ioni zinco e uno magnesio.